# 布勞阿德里亞湖 (薩克森自由州)
51°15′55″N 14°27′01″E / 51.265258°N 14.450322°E

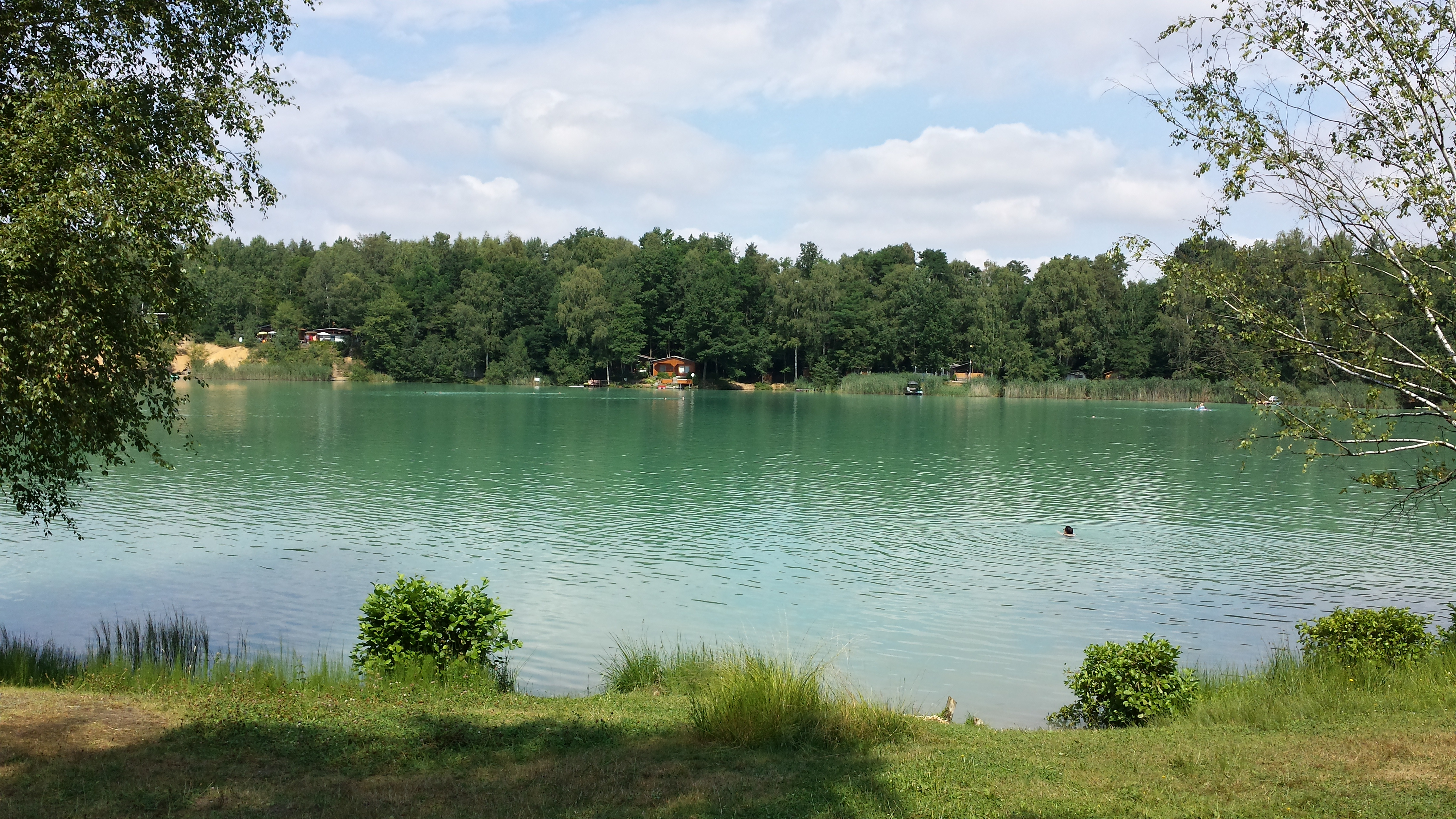

布勞阿德里亞湖（德語：Blaue Adria），是德國的湖泊，位於該國東部，由薩克森自由州負責管轄，處於大杜布勞，面積0.05平方公里，海拔高度92米，最大水深20米。